# Agnès Merlet

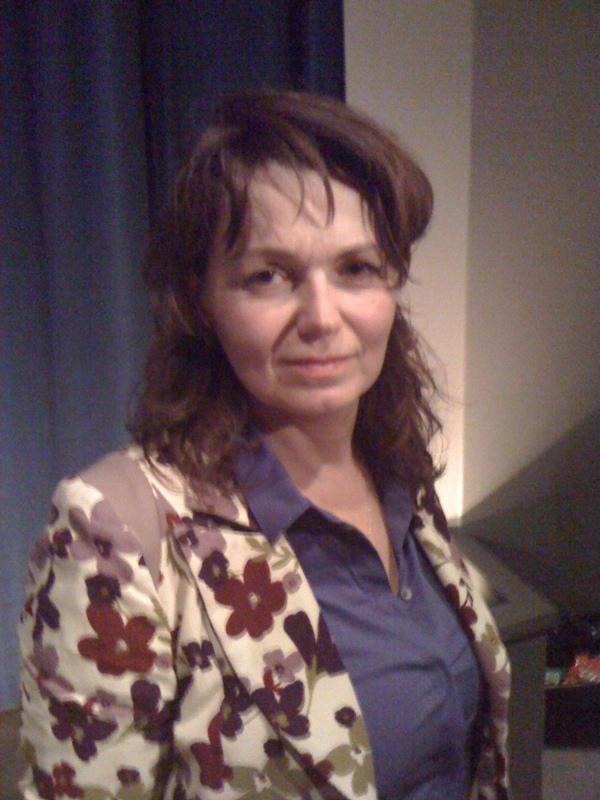
Agnès Merlet (2009)

Agnès Merlet (* 4. Januar 1959) ist eine französische Filmregisseurin und Drehbuchautorin.

## Leben
Nach einem Kunststudium in Orléans ging sie an das IDHEC und begann mit Kurzfilmen. Poussière d’étoiles brachte ihr 1986 den Jean-Vigo-Preis für den besten Kurzfilm ein. Ihr erster Spielfilm Le Fils du requin erhielt 1994 in Berlin einen Europäischen Filmpreis, heute in der Kategorie Bester Nachwuchsfilm. Die Filmbiografie Artemisia festigte ihre internationale Bedeutung als feministische Filmemacherin.

## Filmografie (Auswahl)
- 1993: Le fils du requin
- 1997: Artemisia
- 2008: Dorothy Mills
- 2011: Hideaways – Die Macht der Liebe (Hideaways)